# Штердорф
Штердорф (нім. Stördorf) — громада в Німеччині, розташована в землі Шлезвіг-Гольштейн. Входить до складу району Штайнбург. Складова частина об'єднання громад Вільстермарш.
Площа — 7,41 км2. Населення становить 124 ос. (станом на 31 грудня 2020).

## Галерея

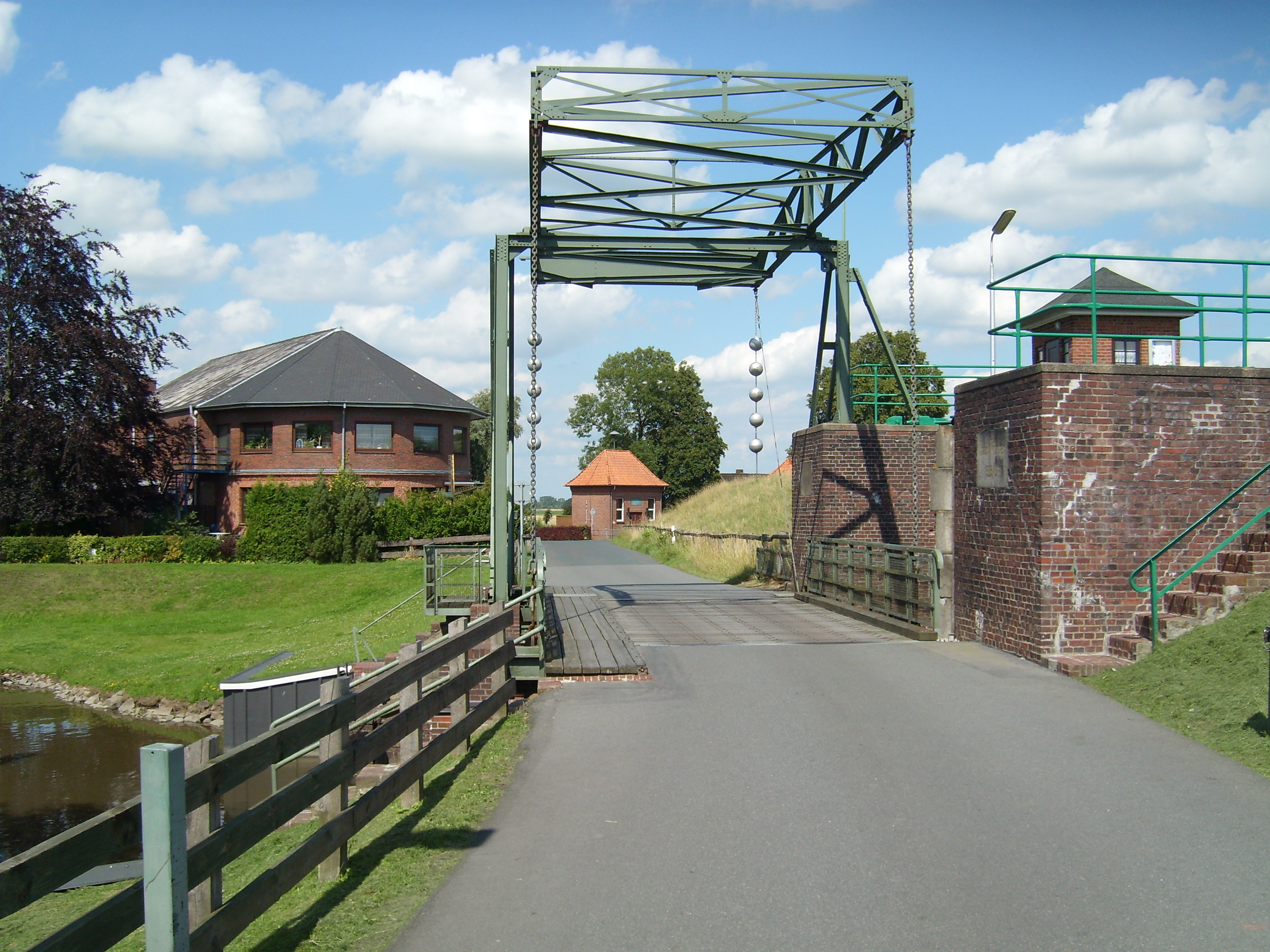